# Maria Walewska

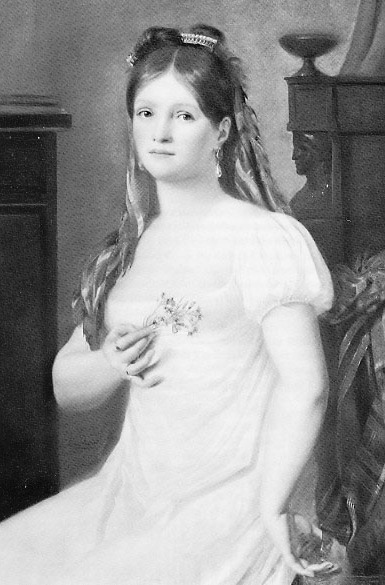
Maria Gräfin Walewska

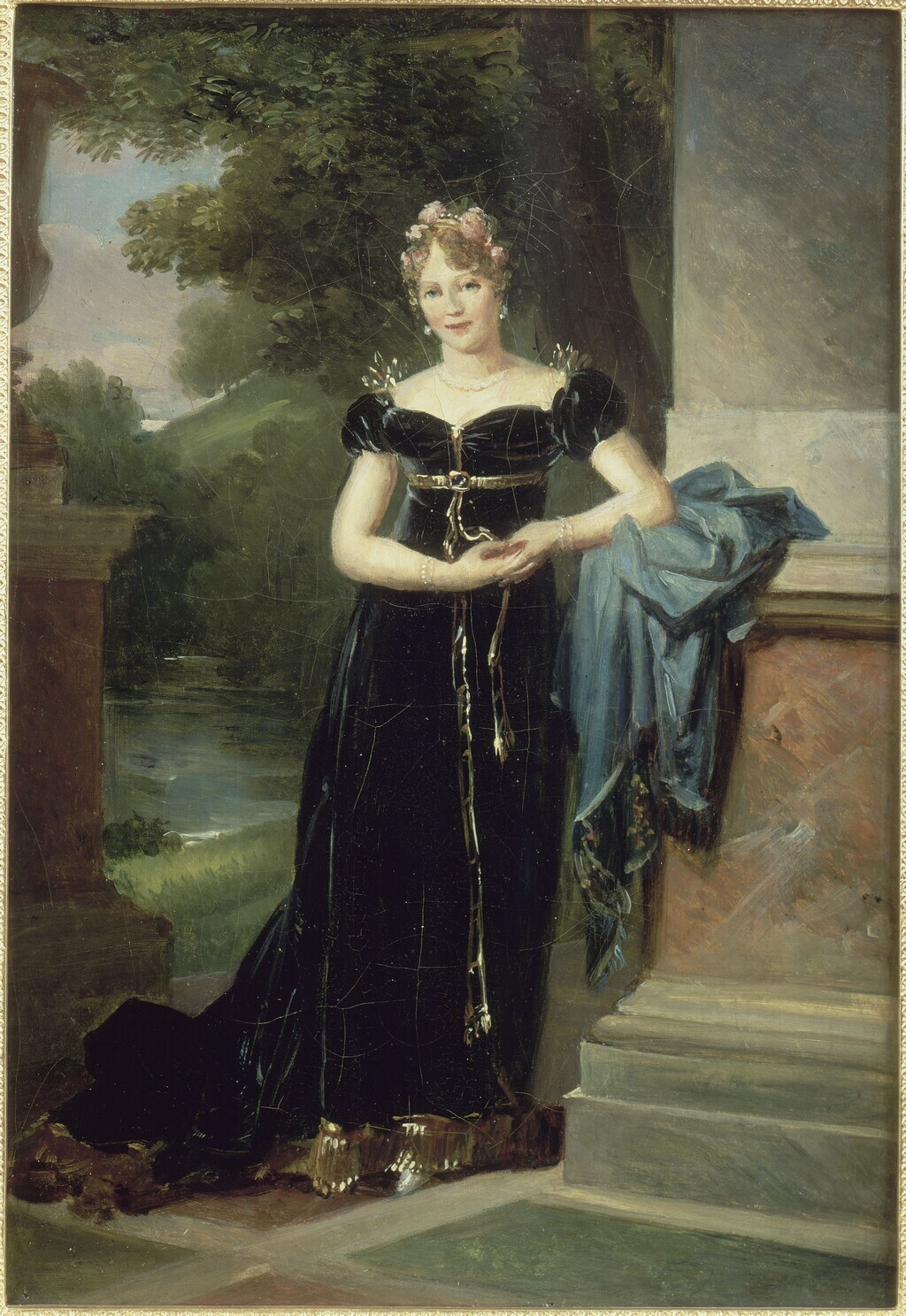
Maria Gräfin Walewska

Maria Walewska (* 7. Dezember 1786 in Kiernozia bei Łowicz; † 11. Dezember 1817 in Paris) aus dem Hause Łączyńska war Gräfin von Ornano, die Geliebte Napoleons I. und Mutter des gemeinsamen Sohnes Alexandre Colonna-Walewski. Die Verwandtschaft Alexandres mit  Napoleon konnte 2013 über einen genetischen Abgleich zwischen den Nachkommen von Alexandre und Napoleons Bruder Jérôme Bonaparte nachgewiesen werden.

## Leben

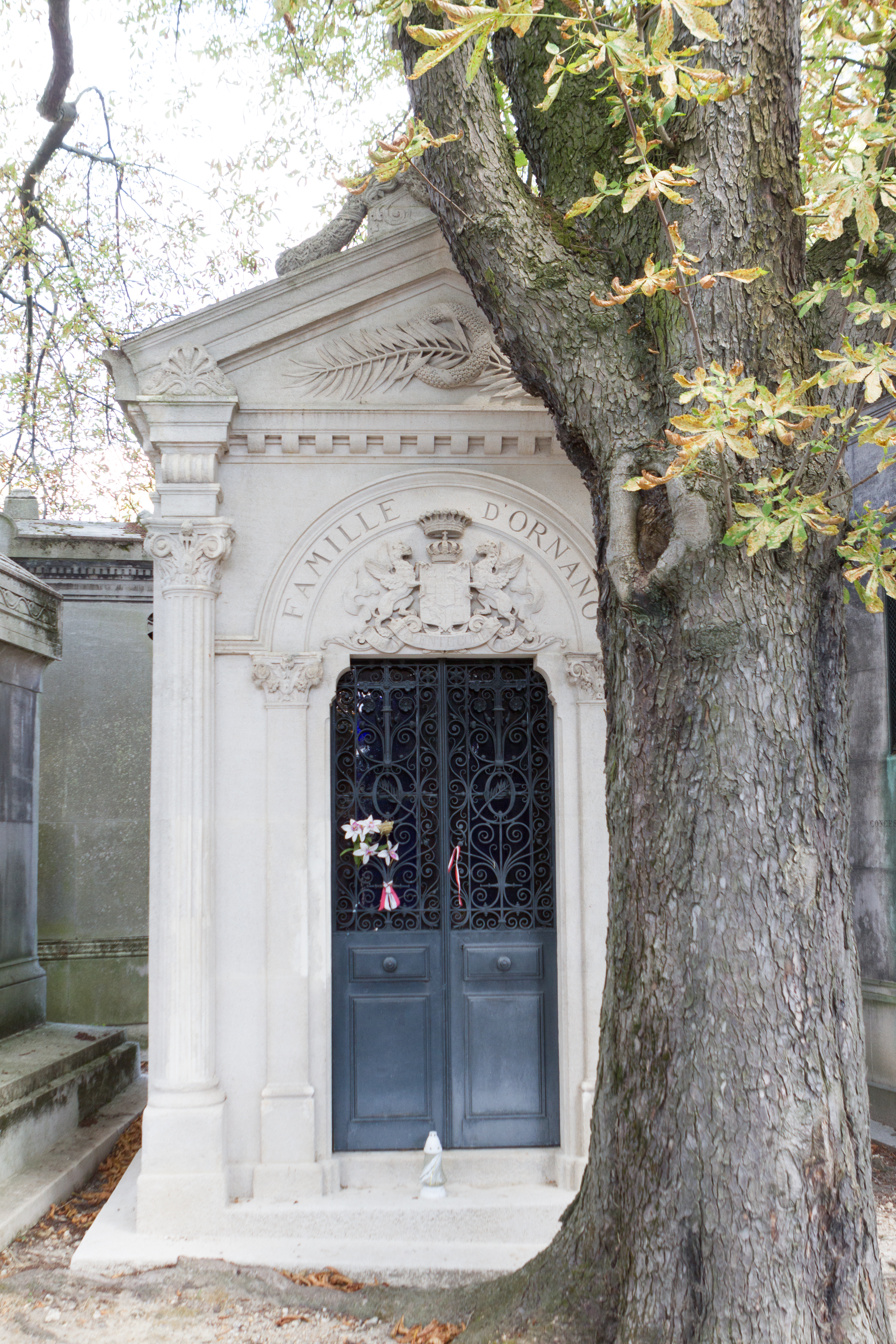
Mausoleum der Familie d`Ornano auf dem Pariser Friedhof Père-Lachaise

Maria Walewska wurde als Maria Łączyńska am 7. Dezember 1786 in Kiernozia bei Łowicz als Tochter von Graf Mateusz Łączyński und Ewa Zaborowska geboren und als 18-Jährige mit dem 70-jährigen Graf Anastasius Colonna Walewicz-Walewski (1735–1815) verheiratet, von dem sie 1805 einen Sohn bekam. Der wohlhabende Graf galt als sehr eifersüchtig, da seine Gattin sehr umschwärmt war. Ihre Familie hatte sie aufgrund des Reichtums des Grafen zu der Heirat gedrängt, und das Paar lebte auf dem Land. Die Ehre der Einladung zum Empfang Napoleons in Warschau konnte der Graf allerdings nicht ablehnen.
1807 traf Maria Walewska Napoléon Bonaparte auf einem Ball in Warschau. Sie wies ihn zunächst zurück, in ein erstes privates Treffen willigte sie erst auf Druck polnischer Patrioten und ihres Mannes ein. Maria folgte ihrem Geliebten darauf sieben Jahre lang, sie wurde von der französischen Armee „seine polnische Frau“ genannt. Ihre glücklichste Zeit verbrachte sie mit Napoleon 1807 auf Schloss Finckenstein in Westpreußen. Sie vermied es, Napoleon in der Öffentlichkeit zu begegnen, und fuhr zu den Treffen nach Finckenstein an der Seite ihres Bruders im verhängten Wagen.
Als Maria 1809 schwanger wurde, trennte sich Napoleon von seiner Ehefrau Joséphine, da diese keine Kinder mehr bekommen konnte und nun seine Zeugungsfähigkeit erwiesen war. Auf Napoleons Bitte wurde der 1810 geborene Sohn von Marias Mann, der sich schon längst von ihr getrennt hatte, anerkannt und erhielt den Namen Walewski. Zur Gründung einer Dynastie heiratete Napoleon Marie Louise, die Tochter des österreichischen Kaisers. Er trennte sich von Maria Walewska und stellte ihr ein elegantes Haus in der Rue de Montmorency in Boulogne-Billancourt nahe Paris zur Verfügung. Dem gemeinsamen Sohn Alexandre Colonna-Walewski übertrug Napoleon ein Majorat auf Besitzungen nahe Neapel, die jährlich 170.000 Franc Gewinn erbrachten. Alexandre wurde später Außenminister in der Regierung Napoléon III., des Neffen Napoleons. 
Nach Napoleons Abdankung 1814 reiste Maria nach Fontainebleau, wurde aber von Napoleon nicht empfangen. Am 1. September 1814 besuchte sie ihn im Exil auf Elba, in Begleitung des gemeinsamen Sohnes sowie ihrer Schwester und ihres Bruders. Das kurze geheime Treffen fand in der Einsiedelei Madonna del Monte auf dem Monte Giove in Marciana statt. Nach Napoleons zweiter Abdankung besuchte sie ihn 1815 mit ihrem Sohn in Malmaison, um sich vor Napoleons Abreise nach St. Helena zu verabschieden und bot an, ihn ins Exil zu begleiten, was Napoleon ablehnte.
1816 heiratete Maria in Brüssel den Grafen Philippe-Antoine d’Ornano, einen Cousin Napoleons I., und lebte mit ihm in Lüttich. Nachdem sie vom britischen König Georg III. die Erlaubnis erhalten hatte, Napoleon im Exil zu besuchen, überredete sie ihren Gatten zu einer für 1817 geplanten Reise. Allerdings wurde aus dieser beschwerlichen Reise nichts mehr, da sie nach der Geburt ihres dritten Sohnes am 11. Dezember 1817 in Paris an den Folgen von Nierensteinen starb. 
Ihre Grabstätte befindet sich auf dem Pariser Friedhof Père-Lachaise.

## Nachkommen
- Antoni Colonna-Walewski (1805–1833)[11]
- Alexandre Colonna-Walewski (1810–1868)[12]
- Rodolphe-August d’Ornano (1817–1865)[13]

## Rezeption

### Belletristik
- Johan Bojer: Maria Walewska. Schauspiel in drei Akten (1913, Neufassung 1932), aus dem Norwegischen von Else von Hollander
- Marija Leiko, Austra Ozoliņa: Marija Vaļevska. Napoleon-Drama in fünf Aufzügen und einem Epilog. Gulbis, Riga 1934

### Film und Fernsehen
- Gräfin Walewska. Deutsches Stummfilmdrama (1920) von Otto Rippert mit Hella Moja in der Titelrolle
- Conquest (Maria Walewska). US-amerikanischer Spielfilm (1937) mit Greta Garbo in der Titelrolle
- Napoleon. Französische TV-Miniserie (2002) von Yves Simoneau mit Alexandra Maria Lara in der Rolle der Walewska